# آی کلود درایو
آی کلود درایو (به انگلیسی: iCloud Drive) نام سرویس جدید اپل در بخش آی کلود می‌باشد که در کنفرانس، توسعه دهندگان ۲۰۱۴ خود آن را به همگان معرفی کرد.

## استفاده
برخلاف گذشته این بار اپل سنت شکنی کرد. زیرا بجز آی دیوایس (دستگاه‌های اپل) و آی کلود، می‌توان از طریق ویندوز (دسکتاپ) هم از این سرویس استفاده کرد.
در گذشته امکان آپلود کردن فایل به‌طور مستقیم در آی کلود میسر نبود و فقط می‌بایست از امکانات خاصی که اپل قرار داده بود استفاده می‌شد. اما هم‌اکنون می‌توان هر نوع فایلی را در آن یا به عبارتی بهتر در آی کلود درایو آپلود کرد. با این قابلیت، آی کلود همانند بقیه فضاهای ابری شد. زیرا بقیه فضاهای ابری سال هاست که این قابلیت را دارا می‌باشند. شما می‌توانید از تمام حجم آی کلودتان در این سرویس نیز استفاده کنید.
همچنین می‌توانید از طریق راه‌های زیر از این سرویس استفاده کنید:
- پی سی (ویندوز)
- مک او اس (یوسه مایت)
- آی او اس ۸ (آیفون، آیپد، آیپاد تاچ)

## در دسترس برای عموم
آی کلود درایو از تاریخ ۱۷ سپتامبر ۲۰۱۴ مقارن با عرضه عمومی آی او اس ۸، در دسترس عموم کاربران قرار گرفت.